# Сичевичі
Сичевичі (біл. вёска Сычавічы) — село в складі Молодечненського району Мінської області, Білорусь. Село підпорядковане Границькій сільській раді, розташоване в західній частині області.